# Poly(styrolsulfonsäure)
Poly(styrolsulfonsäure) (PSS), in der ionischen Form (Salzform) auch Polystyrolsulfonat genannt, ist ein lineares, wasserlösliches Homopolymer der 4-Vinylphenylsulfonsäure.
Die verschiedenen PSS-Qualitäten unterscheiden sich unter anderem im Polymerisationsgrad, so dass Produkte mit verschiedenen mittleren molaren Massen beschrieben bzw. verfügbar sind.

## Technische und medizintechnische Verwendung
PSS eignet sich für die Herstellung dünner Polyelektrolytmultischichten (PEM), die mittels des Layer-by-Layer-Verfahrens (LbL) auf Materialien oder Gegenständen aufgebracht werden und deren Dicke sich im Nanometerbereich bewegt.
Polyelektrolytmultischichten finden Verwendung als biokompatible Beschichtung oder als Substrat für Wirkstofffreisetzungssysteme. Ein Beispiel sind die medikamentenbeschichteten Stents (drug eluting stents).
PSS stellt einen starken Polyelektrolyten dar, der neben hydrophilen Eigenschaften durch die Sulfonatgruppen auch hydrophobe Eigenschaften aufgrund der Polystyrolstruktur besitzt. Dadurch können Polyelektrolytmultischichten zusätzlich stabilisiert werden.

## Medizinische Verwendung
PSS mit einer mittleren Molmasse von über 400 kDa wurde aufgrund seiner toxinbindenden Eigenschaften von Genzyme als Arzneistoff (INN: Tolevamer) zur nicht-antibiotischen Behandlung der Clostridium-difficile-assoziierten Diarrhoe (CDAD) entwickelt. Die Marktreife erreichte es nicht, da es anderen Therapieformen unterlegen war.
Für klinische Studien wurde neben dem Tolevamer-Natrium (CAS-Nr. 28038-50-8, 100%iges Natriumsalz) ferner das Tolevamer-Natrium-Kalium (CAS-Nr. 81998-90-5, Gegenionen 37 % Kalium, 63 % Natrium) entwickelt, um einer potentiellen Hypokaliämie vorzubeugen.

## Abgrenzung
Eine wasserunlösliche, quervernetzte Variante der Polystyrolsulfondäure ist die copolymere Poly(styrol-co-divinylbenzol)sulfonsäure (vernetzte Polystyrolsulfonsäure).